# ATC kod D04
ATC kod D04 Antipruritici, uključujući antihistaminike, anestetike, etc. su terapeutska podgrupa sistema za anatomsko terapeutsko hemijsku klasifikaciju. Ovaj sistem alfanumeričkih kodova je razvio  za klasifikaciju lekova i drugih medicinskih proizvoda.  Podgrupa D04 je deo anatomske grupe D Koža i potkožno tkivo.

Kodovi za veterinarsku upotrebu (ATCvet kodovi) se mogu formirati stavljanjem slova Q ispred humanih ATC kodova: QD04... ATCvet kodovi bez odgovarajućeg humanog ATC koda su navedeni sa vodećim Q na sledećoj listi.
Nacionalna izdanja ATC klasifikacije mogu da obuhvataju dodatne kodove koji nisu prisutni na ovoj listi.

## D04AAntipruritici, uključujućiantihistamine,anestetike, etc.

### D04AA Antihistamini zatopičkuupotrebu
D04AA01 Tonzilamin
D04AA02 Mepiramin
D04AA03 Tenalidin
D04AA04 Tripelenamin
D04AA09 Hloropiramin
D04AA10 Prometazin
D04AA12 Tolpropamin
D04AA13 Dimetinden
D04AA14 Klemastin
D04AA15 Bamipin
D04AA22 Izotipendil
D04AA32 Difenhidramin
D04AA33 Difenhidramin metilbromid
D04AA34 Hlorfenoksamin

### D04AB Anestetici za topičku upotrebu
D04AB01 Lidokain
D04AB02 Cinhokain
D04AB03 Oksibuprokain
D04AB04 Benzokain
D04AB05 Hinisokain
D04AB06 Tetrakain
D04AB07 Pramokain
QD04AB51 Lidokain, kombinacije